# P.O.W. – Prisoner of War
P.O.W. – Prisoner of War (Alternativtitel: Gefangene des Krieges; Originaltitel: In Love and War) ist ein US-amerikanisches Filmdrama aus dem Jahr 1987. Regie führte Paul Aaron, das Drehbuch schrieb Carol Schreder anhand eines Buchs von Jim Stockdale und Sybil Stockdale.

## Handlung
Der Pilot der United States Navy James B. Stockdale wird am Anfang des Vietnamkriegs abgeschossen und gefangen genommen. Er wird während der acht Jahre dauernden Gefangenschaft gefoltert und organisiert unter seinen Kameraden Widerstand gegen die Vietnamesen. Stockdale verfügt über brisante Hintergrundinformationen über den Tonkin-Zwischenfall, er verrät sie jedoch nicht. Währenddessen geht seine Frau Sybil an die Öffentlichkeit und bemüht sich um die Freilassung ihres Mannes.

## Kritiken
Das Lexikon des internationalen Films schrieb, der Film sei „bieder inszeniert und langatmig entwickelt“. Er spiegele „weniger die Atmosphäre der Kriegsjahre als das Selbstwertgefühl der amerikanischen Nation zum Zeitpunkt der Produktion“.
Die Zeitschrift TV direkt 10/2008 schrieb, der Film verbreite „piefiges Kriegshelden-Pathos“.

## Auszeichnungen
James Woods wurde im Jahr 1988 als Bester Hauptdarsteller – Mini-Serie oder TV-Film für den Golden Globe Award nominiert.